# Trichoscelia varia
Trichoscelia varia là một loài côn trùng trong họ Mantispidae thuộc bộ Neuroptera. Loài này được Walker miêu tả năm 1853.